# 뱅상 뒤부아
뱅상 뒤부아(프랑스어: Vincent Dubois, 1980년 ~ )는 프랑스의 오르간 연주자이자 즉흥 연주자로서 파리 노트르담 대성당 전속 오르가니스트로 근무하며 독일 자르브뤼켄 음악학교의 오르간 기악 및 즉흥연주 교수로 재직하고 있다.

## 수상 및 약력
뱅상 뒤부아는 파리국립고등음악원에서 올리비에 라트리로부터 사사하며 오르간, 화성학, 대위법, 푸가 및 20세기 작곡의 5개 분야에서 최우수상을 수상하였다.
2002년  캐나다 로열 뱅크 캘거리 국제 오르간 콩쿠르에서 프랑스인 최초로 금메달 리사이틀을 수상했으며, 툴루즈에서 열린 자비에 다라스 국제 오르간 콩쿠르에서 우승하였다.
그 후 유럽, 미국, 캐나다, 아시아 및 태평양 등 세계 전 지역에서 독주 및 유럽, 미국, 캐나다, 아시아 및 태평양 지역에서 솔리스트로 초청받아 로스앤젤레스 필하모닉, 필라델피아 필하모닉, 댈러스 심포니, 홍콩 필하모닉, 라디오 프랑스 오케스트라 필하모니크 프랑스 국립 오케스트라, 그란 카나리아 필하모니카 오케스트라, 프랑스 국립 일 드 프랑스 오케스트라, 앙상블 오케스트라 드 파리, 오케스트라 레 시클레스, 로렌 국립 오케스트라, 브르타뉴 오케스트라, 피카르디 오케스트라 등과 협연하였으며 정명훈, 에브게니 스베틀라노프, 에도 드 와르트, 프랑수아 자비에 로스, 스테판 드네브 등의 유명 지휘자들과 협연했다.
또한 밴쿠버, 슈투트가르트, 몬트리올, 샤르트르, 케임브리지, 리스본, 오타와, 드레스덴, 메르세부르크, 로스킬데 등 다수의 국제 페스티벌에 게스트로 참여했으며 빈의 무지크페라인, 모스크바의 차이코프스키 음악원, 애틀랜타의 스피비홀, 필라델피아의 킴멜 공연예술센터, 베를린 필하모닉, 몬트리올 메종 심포닉, 캠브리지의 킹스 칼리지, 노트르담 드 파리, 부다페스트 바르톡 홀 등에서 공연했고 라디오 프랑스, ORF(오스트리아 라디오), CBC 라디오 캐나다에서 녹음하였다.
성당 전속오르가니스트 약력
1996년 생브리외 대성당의 카바예콜 오르간 책임 오르간 연주자로 임명되었고 2001년부터 2014년까지 수아송 대성당 오르간의 책임 오르간 연주자로 재직하였다.
교육자 약력
뱅상 뒤부아는 프랑스 지역음악원 경영자격증을 보유하고 있으며, 2008년 랭스 지역 음악원 지휘자로 임명된 후 2011년 말부터 20221년까지 스트라스부르 음악원 및 아카데미 고등음악원 학장으로 재직하였다. 또한 2014년부터 2017년까지 미국 미시간 대학교에서 초빙교수로 재직 및 2018년부터 2022년까지 독일 프라이부르크(바덴 뷔르템베르크)에 있는 고등음악원 (Musikhochschule)에서 교수로 재직한 바 있다. 2023년부터는 독일 자르브뤼켄에 있는 자르브뤼켄음대의 오르간 기악 및 즉흥연주 교수로 임명되어 재직중이다. 
파리 노트르담 대성당 전속오르가니스트 임명
2016년 1월 18일 공식 오디션을 거쳐 파리 노트르담 대성당의 오르간의 전속 오르간 연주자로 임명되었다.